# Stazione di Rovello Porro
Stazione di Rovello Porro vasútállomás Olaszországban, Lombardia régióban, Rovello Porro településen.

## Vasútvonalak
Az állomást az alábbi vasútvonalak érintik:
- Como–Saronno-vasútvonal

## Kapcsolódó állomások
A vasútállomáshoz az alábbi állomások vannak a legközelebb:
- Stazione di Saronno
- Stazione di Rovellasca-Manera